# Coppa di Francia 1982-1983
La stagione 1982-83 della Coppa di Francia è stata la 66ª edizione della coppa nazionale di calcio francese. Vide la vittoria finale del Paris Saint-Germain, che sconfisse in finale il Nantes.

## Calendario

### Sedicesimi di finale
| Squadra 1               | Totale | Squadra 2           | Andata | Ritorno |
| ----------------------- | ------ | ------------------- | ------ | ------- |
| Lens                    | 1 - 2  | Bordeaux            | 1 - 0  | 0 - 2   |
| Metz                    | 1 - 4  | Brest               | 1 - 1  | 0 - 3   |
| Nancy                   | 1 - 2  | Laval               | 0 - 1  | 1 - 1   |
| Mulhouse                | 0 - 3  | Monaco              | 0 - 1  | 0 - 2   |
| Bastia                  | 0 - 2  | Lilla               | 0 - 1  | 0 - 1   |
| Martigues               | 3 - 3  | Saint-Étienne       | 3 - 0  | 0 - 3   |
| Tours                   | 4 - 2  | Olympique Marsiglia | 3 - 0  | 1 - 2   |
| Paris Saint-Germain     | 2 - 1  | SC Abbeville        | 2 - 0  | 0 - 1   |
| Tolosa                  | 2 - 2  | Le Havre            | 1 - 1  | 1 - 1   |
| RC France               | 0 - 3  | Olympique Lione     | 0 - 0  | 0 - 3   |
| AEP Bourg sous la Roche | 1 - 5  | Rouen               | 1 - 1  | 0 - 4   |
| Maubeuge                | 2 - 3  | Strasburgo          | 1 - 2  | 1 - 1   |
| Baume-les-Dames         | 1 - 11 | Nantes              | 0 - 4  | 1 - 7   |
| Tolone                  | 1 - 2  | Gazélec Ajaccio     | 1 - 0  | 0 - 2   |
| FC Neufchâteau          | 0 - 7  | RC France           | 0 - 2  | 0 - 5   |
| Lorient                 | 1 - 7  | Guingamp            | 0 - 3  | 1 - 4   |

### Ottavi di finale
| Squadra 1  | Totale | Squadra 2           | Andata | Ritorno |
| ---------- | ------ | ------------------- | ------ | ------- |
| Bordeaux   | 0 - 4  | Nantes              | 0 - 0  | 0 - 4   |
| Strasburgo | 2 - 7  | Paris Saint-Germain | 0 - 2  | 2 - 5   |
| Brest      | 4 - 2  | Monaco              | 4 - 1  | 0 - 1   |
| Rouen      | 2 - 1  | Tolosa              | 2 - 1  | 0 - 0   |
| Tours      | 4 - 3  | Olympique Lione     | 2 - 0  | 2 - 3   |
| Laval      | 0 - 0  | Guingamp            | 0 - 0  | 0 - 0   |
| Martigues  | 2 - 3  | Lilla               | 2 - 1  | 0 - 2   |
| RC France  | 3 - 1  | Gazélec Ajaccio     | 3 - 0  | 0 - 1   |

### Quarti di finale
| Squadra 1 | Totale | Squadra 2           | Andata | Ritorno |
| --------- | ------ | ------------------- | ------ | ------- |
| RC France | 2 - 3  | Nantes              | 2 - 2  | 0 - 1   |
| Brest     | 2 - 3  | Paris Saint-Germain | 2 - 1  | 0 - 2   |
| Guingamp  | 2 - 4  | Tours               | 1 - 1  | 1 - 3   |
| Lilla     | 2 - 1  | Rouen               | 2 - 0  | 0 - 1   |

### Semifinali
| Squadra 1           | Totale | Squadra 2 | Andata | Ritorno |
| ------------------- | ------ | --------- | ------ | ------- |
| Lilla               | 1 - 2  | Nantes    | 0 - 1  | 1 - 1   |
| Paris Saint-Germain | 7 - 3  | Tours     | 4 - 0  | 3 - 3   |

### Finale
| Squadra 1           | Risultato | Squadra 2 |
| ------------------- | --------- | --------- |
| Paris Saint-Germain | 3 - 2     | Nantes    |

| Arbitro: | M. Michel Vautrot |

| |            | |
| Zaremba 3’ Susic 65’ Toko 82’ | Marcatori  | 17’ Baronchelli 40’ Touré |
| · Baratelli · Tanasi · Lemoult · Pilorget · 50’ Bathenay · Zaremba · Toko · Fernandez · Rocheteau · Susic · N'Gom · A disposizione: · 50’ Peyroche | Formazioni | · Bertrand-Demanes · Bibard 82’ · Ayache · Rio · Bossis · Adonkor · Baronchelli · Tusseau 73’ · Halilhodžić · Touré · Amisse · A disposizione: · Muller 73’ · Picot 82’ |
| Georges Peyroche | Allenatori | Jean-Claude Suaudeau |